# Philibert Vrau

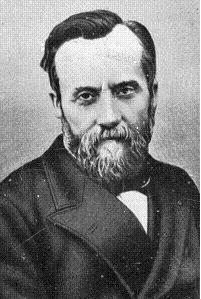
Philibert Vrau

Philibert Vrau (* 19. November 1829 in Lille, Frankreich; † 16. Mai 1905 ebenda) war der Organisator des ersten Internationalen Eucharistischen Kongresses.

## Leben
Der Industrielle Philibert Vrau setzte sich während der Industriellen Revolution für die Verbreitung des katholischen Glaubens in seiner Heimatstadt Lille ein. Diese Stadt im Norden Frankreichs war eines der Zentren der damaligen wirtschaftlichen Expansion mit all ihren kulturellen, sozialen und religiösen Nebeneffekten. Er half katholische Grund- und Gewerbeschulen zu gründen. Ferner setzte er sich für die Errichtung eines Priesterseminars und einer katholischen Universität in Lille (Institut Catholique de Lille) ein.

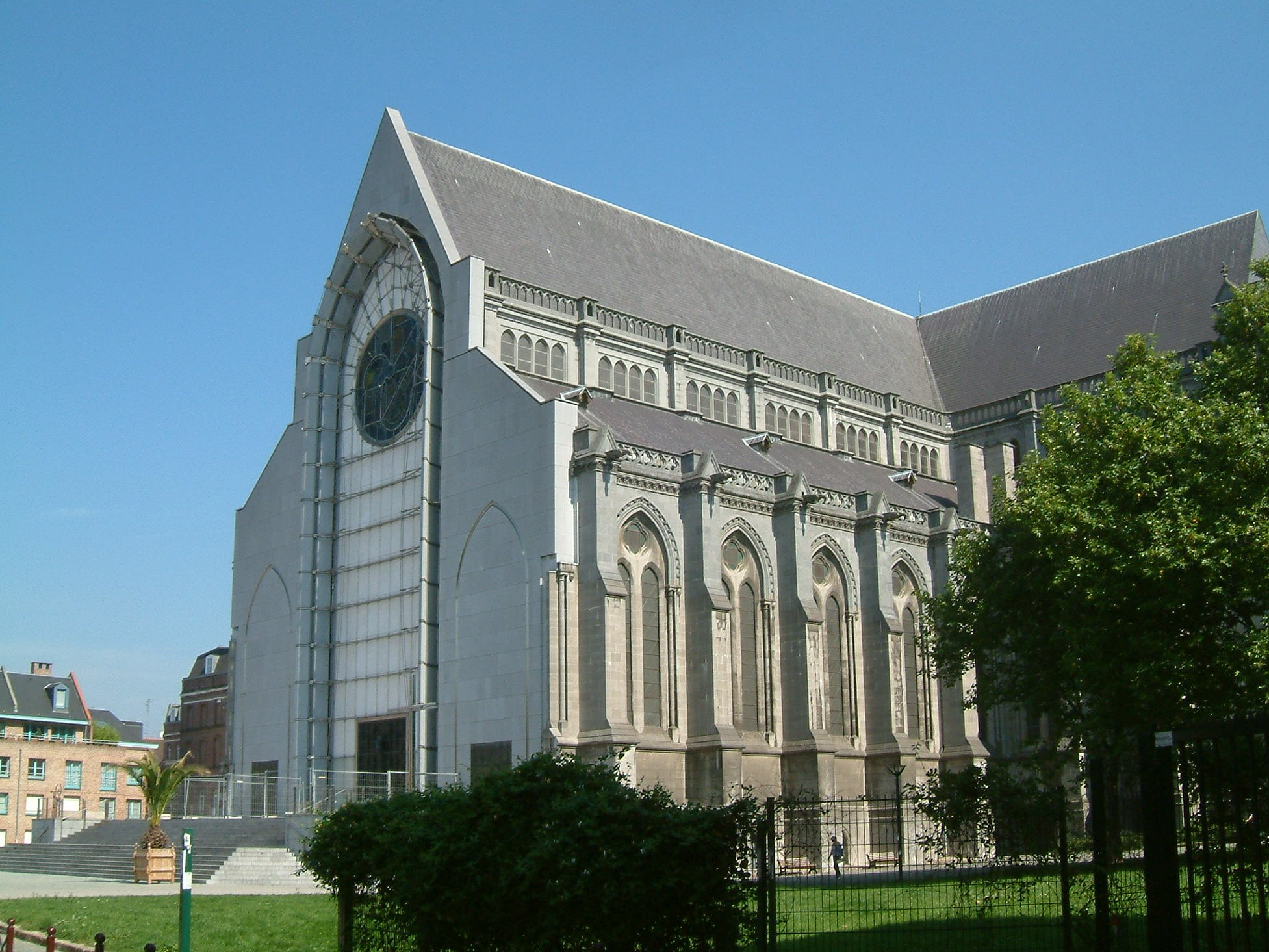
Kathedrale Notre-Dame-de-la-Treille zu Lille

Mit Unterstützung von Papst Leo XIII. verwirklichte er seine Idee eines Internationalen Eucharistischen Kongresses in Lille im Jahr 1881. An diesem ersten Kongress nahmen 300 Personen teil.
Er unterstützte den Bau von sechs Kirchen in Lille, einer Stadt, die aufgrund der Industrialisierung stark anwuchs. Das wichtigste dieser Gotteshäuser ist Notre-Dame-de-la-Treille.
In einer Zeit großer Auseinandersetzungen der katholischen Kirche Frankreichs mit liberalen und antiklerikalen Kräften war er der Besitzer zweier katholischer Zeitungen: La Croix und La bonne Presse.
Seit 1930 ist in Rom ein Seligsprechungsprozess anhängig.